# Боровая (Ирбитское муниципальное образование)
Боровая — деревня в Ирбитском МО Свердловской области, Россия.

## География
Деревня муниципального образования «Ирбитское» находится в 40 километрах на северо-западе от города Ирбит (по автомобильной дороге в 45 километрах), к югу от урочища Черкасово, на обоих берегах реки Боровая (левый приток реки Ница), в 3 километров выше устья. Через деревню проходит автодорога Алапаевск — Ирбит.

## Население
| 2002 | 2010 | 2021 |
| ---- | ---- | ---- |
| 98   | ↘89  | ↘60  |

## Церковь
Росписи интерьера практически не сохранились, а наружный декор сохранился крайне фрагментарно.